# Варзеа-Алегри (микрорегион)

Варзеа-Алегри на карте.

Варзеа-Алегри (порт. Microrregião de Várzea Alegre) — микрорегион в Бразилии, входит в штат Сеара. Составная часть мезорегиона Юго-центральная часть штата Сеара. Население составляет 96 702 человека (на 2010 год). Площадь — 3 549,196 км². Плотность населения — 27,25 чел./км².

## Демография
Согласно сведениям, собранным в ходе переписи 2010 г. Национальным институтом географии и статистики (IBGE), население микрорегиона составляет:
| Полное население                             | Полное население                             | Полное население                             | Полное население                             | 96 702 |
| -------------------------------------------- | -------------------------------------------- | -------------------------------------------- | -------------------------------------------- | ------ |
| в том числе:                                 | Городское население                          | 53 979                                       | Процент городского населения, %              | 55,82  |
|                                              | Сельское население                           | 42 723                                       | Процент сельского населения, %               | 44,18  |
|                                              | Мужское население                            | 47 556                                       | Процент мужского населения, %                | 49,18  |
|                                              | Женское население                            | 49 146                                       | Процент женского населения, %                | 50,82  |
| Плотность населения, чел/км²                 | Плотность населения, чел/км²                 | Плотность населения, чел/км²                 | Плотность населения, чел/км²                 | 27,25  |
| Население микрорегиона в % к населению штата | Население микрорегиона в % к населению штата | Население микрорегиона в % к населению штата | Население микрорегиона в % к населению штата | 1,14   |

## Статистика
- Валовой внутренний продукт на 2003 составляет 167 062 894,00 реалов (данные: Бразильский институт географии и статистики).
- Валовой внутренний продукт на душу населения на 2003 составляет 1775,25 реалов (данные: Бразильский институт географии и статистики).
- Индекс развития человеческого потенциала на 2000 составляет 0,616 (данные: Программа развития ООН).

## Состав микрорегиона
В составе микрорегиона включены следующие муниципалитеты:
1. Антонина-ду-Норти
2. Кариус
3. Жукас
4. Таррафас
5. Варзеа-Алегри